# Jacob Orgen
Jacob " Little Augie " Orgen (enero de 1893 - 16 de octubre de 1927) fue un gángster de Nueva York involucrado en el contrabando y el crimen organizado laboral durante la Ley Seca.

## Biografía
Nacido en una conservadora familia judía ortodoxa de clase media procedente de Austria como Jacob Orgenstein, Orgen se convirtió en un conocido golpeador laboral para Benjamin "Dopey Benny" Fein a principios de la década de 1910. Siendo ambicioso, formó su propia pandilla, "The Little Augies", alrededor de 1911. Operó sus redes laborales diligentemente durante los siguientes cinco o seis años hasta que su antiguo jefe, Dopey Benny, perdió prominencia. Sin embargo, su estrella ascendente pronto se vio interrumpida cuando "Kid Dropper" Nathan Kaplan y Johnny Spanish fueron liberados de Sing Sing en 1917. Aunque al principio trabajaron juntos, pronto retomaron su antigua rivalidad y cada uno formó su propia pandilla.
El ascenso de Orgen se vio aún más obstaculizado en 1919 cuando fue encarcelado por un cargo de robo. Kid Dropper finalmente eliminó a Spanish ese mismo año y reinó como único líder mientras Orgen estaba en la cárcel. Su pandilla apenas se mantuvo unida y luchó, a menudo sin éxito, contra la pandilla de Kaplan mientras esperaban pacientemente que su jefe regresara a las calles.
Orgen fue liberado en 1923. Convirtiéndose rápidamente de nuevo en un formidable rival para Kaplan, Orgen gradualmente construyó una poderosa organización que incluía miembros como los pistoleros Louis "Lepke" Buchalter, Jacob "Gurrah" Shapiro y Jack "Legs" Diamond. Orgen, aliado con Solomon Schapiro, desafió a Kaplan por sus actividades de extorsión laboral, particularmente en el distrito textil. En 1923, estalló una guerra de pandillas después de una disputa por la huelga de los trabajadores de lavandería.
Después de varios meses de reyertas callejeras, incluido un tiroteo particularmente violento en Essex Street que resultó en la muerte de dos transeúntes inocentes, Kaplan fue asesinado por el pistolero Louis Kushner, un hombre vinculado a Orgen, el 28 de agosto de 1923. Con la muerte de Kaplan, Orgen obtuvo el control total sobre el crimen organizado laboral.
En 1925, Orgen, en asociación con Legs Diamond, había comenzado a incursionar en el contrabando de alcohol, abasteciendo clubes nocturnos y bares clandestinos  de Broadway. También mantuvo su ocupación principal original de "lucha laboral". Los funcionarios de la ciudad pronto comenzaron a investigar el crimen organizado sindical en Nueva York, lo que amenazaba con exponer otras operaciones criminales. En 1927, a través del intermediario Louis Buchalter (aunque algunas fuentes afirman que fue Meyer Lansky), Arnold "El Cerebro" Rothstein le aconsejó a Orgen que se concentrara en infiltrarse en los sindicatos en lugar de las tradicionales tácticas de mano dura (matoneo) y ataques laborales.

## Vida personal
En 1926 Orgen se convirtió en padre cuando su esposa dio a luz una niña a la que la pareja llamó Zelda. Con su creciente riqueza, Orgen las trasladó del Lower East Side al más acaudalado Upper West Side.
A mediados de la década de 1920 Orgen estaba ampliando sus horizontes hacia el contrabando de alcohol y el tráfico de drogas.

## Muerte
A las 8:30 p. m. del 15 de octubre de 1927, Orgen y Legs Diamond, su socio comercial y guardaespaldas sustituto, caminaban por Delancey Street y giraban hacia Norfolk Street en el Lower East Side, Manhattan, cuando un automóvil se acercó lentamente detrás de ellos, un hombre armado saltó, caminó detrás de ellos y abrió fuego. Orgen murió instantáneamente con un disparo en la sien derecha, mientras que Diamond recibió dos disparos justo bajo el corazón. El pistolero saltó de nuevo al coche, que aceleró hacia el norte por Norfolk Street. El tiroteo fue presenciado por muchos hombres, mujeres y niños, que corrieron a refugiarse en las entradas de los edificios de viviendas cuando el pistolero abrió fuego. Unos minutos más tarde, policías y detectives bajo el mando del capitán Seary, del distrito de Clinton Street, llegaron al lugar. Diamond, herido, fue trasladado al Hospital Bellevue en lo que se informó como una condición "agónica".  Aunque tenía 34 años en el momento de su asesinato, la lápida de Orgen en el cementerio judío Mount Judah dice simplemente "Jacob Orgen, 26 años de edad" porque su padre lo había repudiado después de su ingreso en prisión en 1919 a la edad de 26 años.